# Muscat de Rivesaltes
Muscat de Rivesaltes, auf Katalanisch Moscat de Ribesaltes, (seit dem 29. August 1956 AOC) ist ein Süßwein aus Frankreich. Er darf in insgesamt 99 Gemeinden der Départements Pyrénées-Orientales (Nordkatalonien) und Aude im Anbaugebiet Languedoc-Roussillon hergestellt werden. Die Rebfläche umfasst ca. 4990 Hektar.

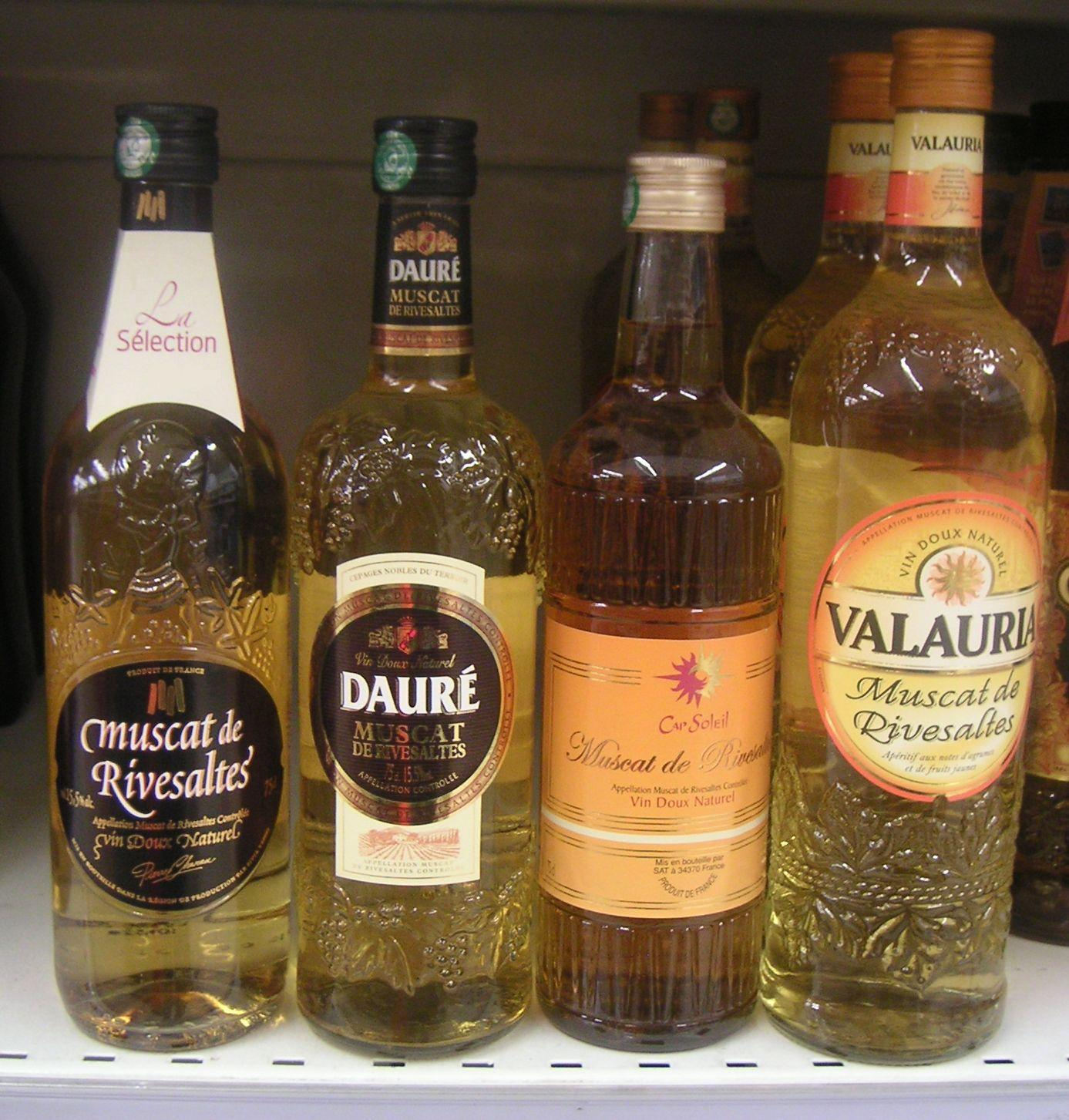
Muscat de Rivesaltes

Der Muscat de Rivesaltes gehört zur Familie der Vin Doux Naturel. Innerhalb des Anbaugebiets haben die Weine Maury und Banyuls den Sonderstatus eines Grand Cru.

## Boden und Rebsorten
Die Weinreben stehen auf kargem und kalkhaltigem Boden, der nur sehr niedrige Erträge zulässt. Aufgrund der Größe des Gebiets ist jedoch eine pauschalisierte Beschreibung des Bodens nicht möglich.
Als Rebsorten sind Muscat blanc à petits grains und Muscat d’Alexandrie zugelassen. Der Ertrag sollte 30 hl pro Hektar nicht überschreiten. Diese Regel wurde seit dem Jahrgang 1993 jedoch nahezu systematisch überschritten.

## Herstellung
Es werden zunächst überreife Trauben geerntet, die bereits am Rebstock rosinenartig zusammenschrumpfen können. Um den natürlichen Zucker der Trauben zu erhalten, wird die Maischegärung durch Zugabe von Ethanol gestoppt. Dabei wird der Wein auf mindestens 15 Prozent Alkohol „aufgespritet“. Der Restzuckergehalt des Weins liegt bei mindestens 100 g/Liter.
Um dem Wein seine Frische und Fruchtigkeit der Muskatellersorten zu wahren, wird er so früh wie möglich, jedoch nicht vor dem 15. Dezember des Erntejahrs abgefüllt. Der Wein sollte spätestens zwei Jahre nach der Ernte getrunken werden. Leichte Versionen des Weins sind sehr duftig und verfügen über Aromen von Zitrone und Honig. Reichere Weine haben einen leicht bitteren Geschmack und ihr Aroma erinnert eher an Orangen.

## Muscat de Noël
Junge Muscat de Rivesalt-Weine dürfen ab dem 1. November des Lesejahres mit der zusätzlichen Bezeichnung Muscat de Noël verkauft werden. Traditionell wird dieser Wein zum Weihnachtsfest (Noël) des Lesejahres getrunken. Der normale Muscat de Rivesaltes darf erst ab dem 1. Februar des Folgejahres verkauft werden.

## Zugelassene Gemeinden
Im Département Pyrénées-Orientales:
Bages, Argelès-sur-Mer, Baho, Baixas, Banyuls-sur-Mer, Banyuls-dels-Aspres, Bélesta, Le Boulou, Brouilla, Cabestany, Caixas, Calce, Camelas, Canet, Canohès, Cases-de-Pène, Cassagnes, Castelnou, Cerbère, Céret, Claira, Collioure, Corbère, Corbère-les-Cabanes, Corneilla-de-la-Rivière, Corneilla-del-Vercol, L’Écluse, Elne, Espira-de-l’Agly, Estagel, Fourques, Ille-sur-Têt, Laroque-des-Albères, Latour-Bas-Elne, Latour-de-France, Lesquerde, Llauro, Llupia, Maureillas-las-Illas, Maury, Millas, Montauriol, Montescot, Montesquieu, Montner, Nétiach, Opoul-Périllos, Ortaffa, Palau-del-Vidre, Pia, Passa, Perpignan, Peyrestortes, Pézilla-de-la-Rivière, Planèzes, Pollestres, Ponteilla, Port-Vendres, Rasiguères, Reynès, Rivesaltes, Saint-André, Sainte-Colombe-de-la-Commanderie, Saint-Estève, Saint-Féliu-d’Amont, Saint-Féliu-d’Aval, Saint-Génis-des-Fontaines, Saint-Hippolyte, Saint-Jean-Lassaille, Saint-Jean-Pla-de-Corts, Saint-Nazaire, Saint-Paul-de-Fenouillet, Saleilles, Salses, Le Soler, Sorède, Tautavel, Terrats, Thuir, Tordères, Toulouges, Tresserre, Trouillas, Villelongue-dels-Monts, Villemolaque, Villeneuve-de-la-Raho, Villeneuve-de-la-Rivière, Vingrau und Vivès.
Im Département Aude:
Cascastel-des-Corbières, Caves, Fitou, La Palme, Leucate, Paziols, Treilles, Tuchan und Villeneuve-les-Corbières.